# Sikhye

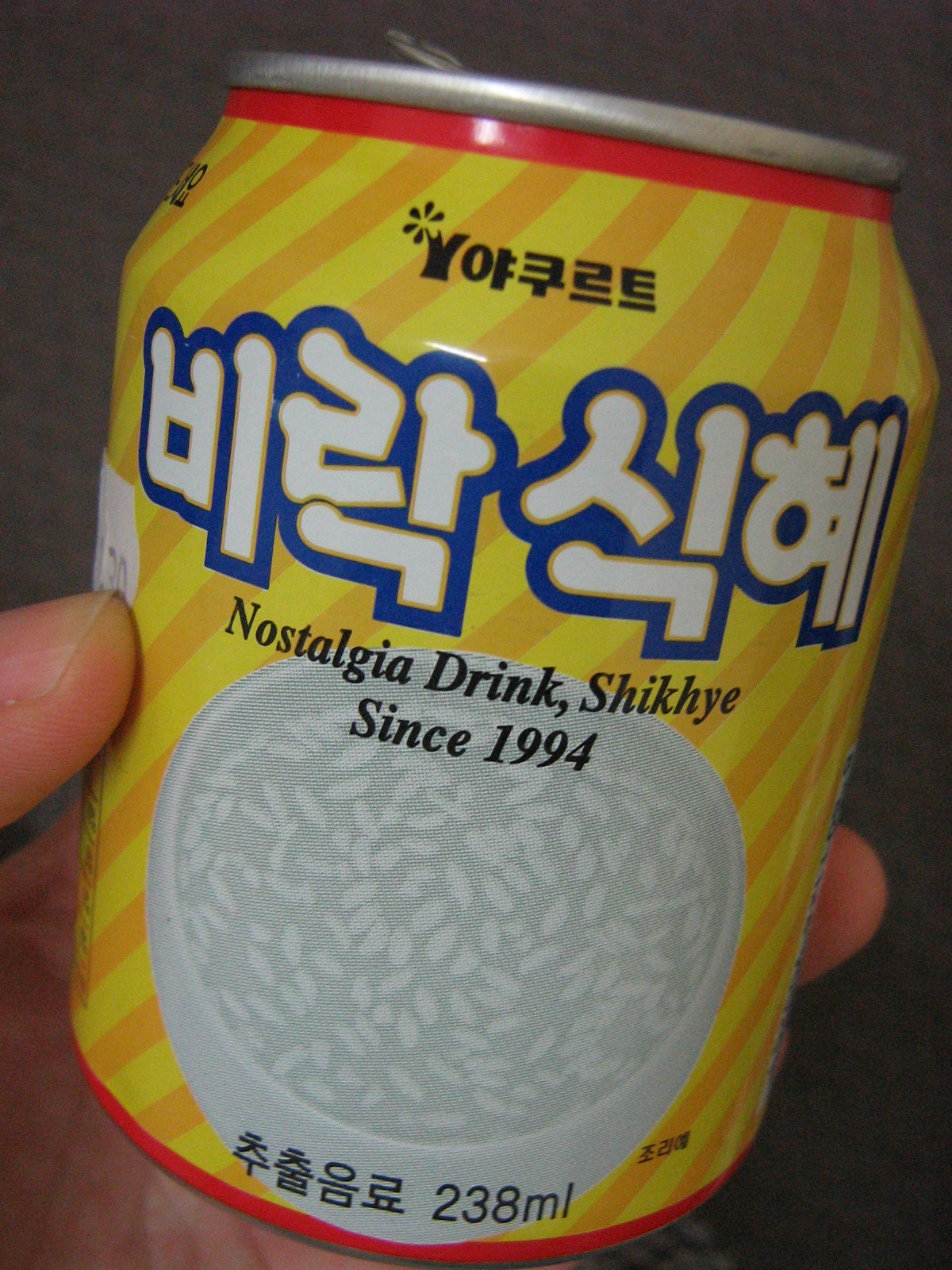
Một lon sikhye.

Sikhye (shikhye hoặc shikeh) là một đồ uống ngọt truyền thống làm từ gạo của người Triều Tiên.
Sikhye có hai loại: một loại không cồn và một loại có cồn. Loại không cồn thường được dùng như một thức tráng miệng. Nó có thể bao gồm cả hạt gạo đã nấu chín, hạt thông trong đó. Gừng và táo tàu là những nguyên liệu tạo hương vị chính. Một số địa phương có kiểu sikhye riêng, như Andong và Gangwon. Sikhye của Andong có thể có cả củ cải, cà rốt, ớt bột.
Loại sikkye có cồn còn được gọi là dansul (단술) và gamju (감주; 甘酒, âm Hán Việt: "cam tửu", tức rượu ngọt). Tuy nhiên gamju còn có thể là tên gọi có một số loại đồ uống ngọt có cồn khác ngoài sikhye.
Ở Hàn Quốc, sikhye đã được sản xuất công nghiệp và đóng lon hoặc chai.